# Lancelot Holland
Lancelot Holland, né le 13 septembre 1887 à Middleton Cheney, Banbury, Angleterre et tué le 24 mai 1941 à bord du HMS Hood dans le détroit de Danemark, est un vice-amiral britannique de la Royal Navy pendant la Seconde Guerre mondiale ayant participé à la bataille du détroit du Danemark. Il meurt au cours de cette bataille. Il est membre de l'Ordre du Bain.

## Biographie
Il rejoint la Royal Navy en 1902. Il est promu (successivement) au grade de lieutenant de vaisseau en 1911, de capitaine de frégate (commander) en 1919, et de capitaine de vaisseau en 1926.
Nommé contre-amiral en 1937, il commande en juillet 1940 pendant la Seconde Guerre mondiale le 7e squadron de croiseurs opérant en Méditerranée et participe notamment à la bataille du cap Teulada. Ce qui lui vaut d'être promu vice-amiral en août 1940.
Il est tué au cours de la bataille du détroit du Danemark en mai 1941 et est à titre posthume Mentioned in Despatch.